# Kalista Sy
Kalista Sy é uma roteirista e produtora senegalesa que aborda temas tabus para a sociedade do Senegal, tendo personagens femininas como protagonistas. Uma de suas séries televisivas, a Maîtresse d'un homme marié (em portuguêsː Amante de um homem casado), causou polêmica no país ao abordar sobre a liberdade sexual feminina, adultério, poligamia, depressão, violência doméstica, estupro conjugal, entre outros assuntos, através de uma perspectiva feminina. Sy Foi classificada como uma das 100 mulheres mais inspiradoras do mundo, pela BBC 100 Women, no ano de 2019.

## Biografia
Nascida como Khadidiatou Sy, mais conhecida como Kalista Sy. se formou no ensino médio, obteve seu diploma de bacharelado em Letras, e mestrado em Jornalismo no Instituto Superior de Empreendedorismo e Gestão. Trabalhou como jornalista em redações de rádios e televisão, como a 2STV.
Usando o pseudônimo de Marème Dial, publicou uma coluna para um grupo de mulheres e foi bem aceita, Sy começou a elaborar um projeto para escrever sua primeira série televisiva, a Maîtresse d'un homme marié. Como não tinha conhecimento sobre redigir roteiros, estudou e fez pesquisas na internet. Conheceu Serigne Massamba Ndour, chefe da produtora audiovisual Marodi, e fecharam um acordo para desenvolver o projeto em co-produção. E em 2019, lançaram a série. No terceiro episódio da série, no ano de 2021, Sy rompe laços com a produtora, por divergências de ideias. Neste período, já a série tendo muito sucesso, a produtora deixa de pagar os benefícios financeiros devidos a Sy, que ganha na justiça e recebe uma indenização de 21.087.800 francos CFA.
Com apoio financeiro da Delegação Geral para o Empreendedorismo Rápido de Mulheres e Jovens (DER/FJ), Sy abriu sua própria produtora, a Kalista Productions. E produziu sua segunda série, a Yaay 2.0 (em portuguêsː Mãe 2.0).

## Obras
- Série Maîtresse d'un homme marié (2019).[1]
- Série Yaay 2.0 (2022).[3]